# 牛頓 (單位)
牛頓（符號為N）是一種物理中力的單位，是力的公制單位。它是以建立經典力學的艾薩克·牛頓命名。

## 定義
牛頓是一個國際單位制導出單位，它是由kg·m·s−2的國際單位制基本單位導出。1牛頓等於要使質量1千克物體的加速度為1 m/s2時，所需要的力。利用因次分析，因為 F=ma（force（力）= mass（質量）× acceleration（加速度）），將質量及加速度的單位相乘，即可得到牛頓和基本單位之間的關係。

## 舉例
- 一牛頓是一個大約102克（1⁄9.81kg，約為一個小蘋果的質量，或两个鸡蛋的质量）的物體在地表所受到的地球引力。
- 一千克的物體在地表受到的重力約為9.8 Ν（或是1.0 kgf，依定義 1 kgf = 9.80665 N）在日常生活及工程應用中，1 kgf常近似成10牛頓。
- 力及位移的內積就是功。故1牛頓的力作用在物體，產生1公尺的位移，所作的功就是 1 Ν·m。依照功能定理，對一物體的作功等於其能量的變化，因此Ν·m 也是能量的單位，其大小和常用的能量單位焦耳相同，1Ν·m = 1 J。
- 力常常會用千牛頓或kΝ的單位表示，1 kΝ = 1,000Ν。

## 千牛頓（kN）及其適用的場合

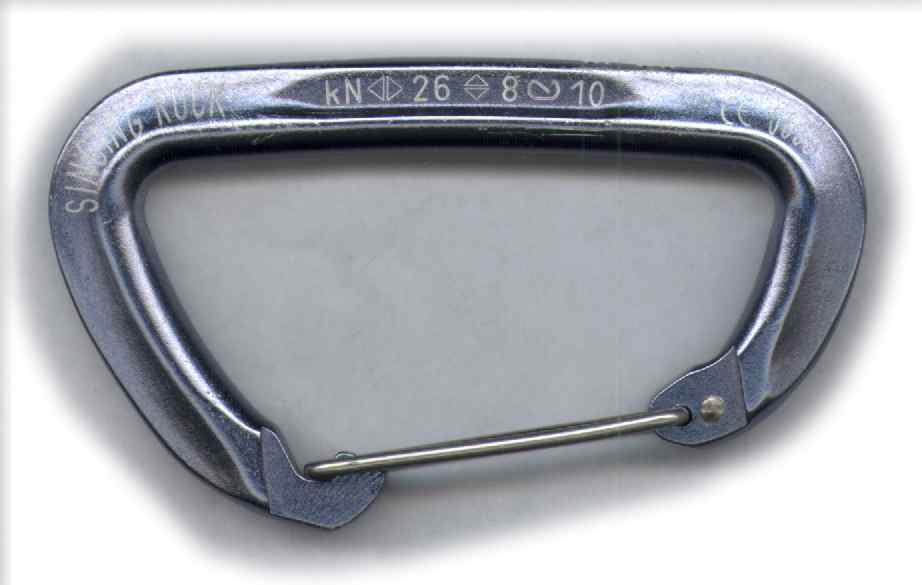
用于攀岩的登山扣，当卡扣关闭时沿登山扣受力时的安全额定值为26kN，当垂直于登山扣受力时为8kN，当卡扣打开时沿登山扣受力时安全等级为10kN。

牛顿是一个数值较小的单位，实际应用中通常使用千牛顿，1千牛顿=1000牛顿，缩写为千牛（kN）。地球上的重力加速度为9.81 m/s2，因此：
1 kN = 102 kg × 9.81 m/s2
即1千牛頓约等於102千克力，在无需精确计算的场合可以将千牛頓的數值直接乘以100，視為其對應的重力。例如，一个平台的负载为1千牛（102千克力），那么它可以负载100千克的重物。
以千牛顿为单位的规格在以下安全规格中很常见：
- 螺絲、錨的最大允許受力或是土木工程及建築業的應用[2]；
- 在量測一個負載最大允許的張力及剪力；
- 攀岩裝備；
- 量測航空发动机、火箭发动机、运载火箭的推力；
- 用于制造塑料零件的注塑机中各种模具的锁模力。

## 轉換係數(與其他單位之轉換)
|                                                            | 牛頓 N (国际单位制导出单位) | 达因 dyne    | 千克力 kgf       | 磅力 lbf           | 磅達 pdl          |
| ---------------------------------------------------------- | --------------------------- | ------------ | ---------------- | ------------------ | ----------------- |
| 1 N                                                        | ≡ 1 kg·m/s²                 | = 105 dyn    | ≈ 0.10197 kp     | ≈ 0.22481 lbfF     | ≈ 7.2330 pdl      |
| 1 dyn                                                      | = 10−5 N                    | ≡ 1 g·cm/s²  | ≈ 1.0197×10−6 kp | ≈ 2.2481×10−6 lbfF | ≈ 7.2330×10−5 pdl |
| 1 kp                                                       | = 9.80665 N                 | = 980665 dyn | ≡ gn·(1 kg)      | ≈ 2.2046 lbfF      | ≈ 70.932 pdl      |
| 1 lbfF                                                     | ≈ 4.448222 N                | ≈ 444822 dyn | ≈ 0.45359 kp     | ≡ gn·(1 lb)        | ≈ 32.174 pdl      |
| 1 pdl                                                      | ≈ 0.138255 N                | ≈ 13825 dyn  | ≈ 0.014098 kp    | ≈ 0.031081 lbfF    | ≡ 1 lb·ft/s²      |
| 定義千克力時所用的gn數值，在此表中也用來定義所有的重力單位 |                             |              |                  |                    |                   |

## 另見
- 艾薩克·牛頓
- 國際單位制
- 磅力
- 焦耳，國際單位制下的能量單位，一焦耳相當於一牛頓的力作用在物體上，產生一公尺的位移。
- 千克力
- 帕斯卡，國際單位制下的壓強能量單位，一帕斯卡相當於單位面積承受一牛頓的力。